# Campeonato de Fútbol de Costa Rica 1973
La temporada 1973 de la Primera División fue la 54.ª edición de la máxima categoría del sistema de Ligas costarricenses de fútbol.

## Sistema de competición
El Campeonato Nacional de Primera División se disputó a cuatro vueltas, divididas en dos etapas de dos vueltas cada una. Se utilizó el sistema de todos contra todos, con partidos de visita recíproca y taquillas propias.
Cada equipo sumó puntos en función de los resultados obtenidos: dos puntos por partido ganado, uno por empate y cero en caso de derrota. Este sistema se aplicó en ambas etapas.
En cada una de las etapas, una vez concluidas las vueltas correspondientes, clasificaron los dos equipos mejor ubicados para disputar el título, sin que ningún equipo quedara excluido del torneo en el proceso.
Los clasificados en los dos primeros lugares de cada etapa participaron en una cuadrangular extra, jugado a una sola vuelta, con sistema de taquilla compartida: un 55% para el equipo ganador y un 45% para el perdedor. En caso de empate, la recaudación se dividió en partes iguales (50% para cada equipo).
El primer y segundo lugar de ese torneo extra fueron proclamados campeón y subcampeón nacionales, respectivamente.
En caso de que los dos clasificados de la segunda etapa coincidieran con los de la primera, no se disputaría el torneo extra. En su lugar, se celebraría una serie final de dos partidos para definir el título nacional. Si ambos equipos igualaban en puntos al cabo de esos encuentros, se jugaba un tercer partido. Si este también terminaba empatado, se disputarían dos tiempos extra de quince minutos. De persistir la igualdad, el campeón se definía mediante una tanda de penales, conforme a lo establecido por la FIFA.
El campeón y el subcampeón fueron los equipos designados para representar al fútbol nacional en los torneos de campeones y subcampeones de la Concacaf y en el Campeonato Centroamericano de la Fraternidad.
Para efectos de clasificación general, todos los equipos iniciaron la segunda etapa sin arrastrar puntaje ni goles de la primera, con excepción de lo correspondiente al descenso.
Descendió a la Segunda División el equipo que acumuló el menor número de puntos al sumar las dos etapas programadas. En caso de empate en la puntuación total, se aplicarían los siguientes criterios, en orden:
1. Promedio de goleo particular entre los equipos empatados.
2. Promedio de goleo general.
3. Mayor cantidad de goles anotados.
4. Sorteo entre los equipos involucrados, si persistía la igualdad.

Las posiciones intermedias del campeonato fueron determinadas por el número total de puntos obtenidos por cada equipo a lo largo de las cuatro vueltas.
Para la tabla de goleadores se computaron todas las anotaciones logradas durante ambas etapas. No se contabilizaron, para este efecto, los goles que se habrían marcado en los juegos correspondientes a series de desempate.

## Información de los equipos
Tomaron parte en el torneo ocho clubes.
| Equipo      | Ciudad    | Estadio          |
| ----------- | --------- | ---------------- |
| Alajuelense | Alajuela  | Morera Soto      |
| Cartaginés  | Cartago   | "Fello" Meza     |
| Herediano   | Heredia   | Rosabal Cordero  |
| Limonense   | Limón     | Juan Gobán       |
| México      | San José  | Nacional         |
| Ramonense   | San Ramón | Guillermo Vargas |
| Saprissa    | Tibás     | Ricardo Saprissa |
| Turrialba   | Turrialba | Rafael Camacho   |

### Relevo de plazas
| Descendido a Segunda División |
| ----------------------------- |
| Municipal Puntarenas          |

| Ascendido de Segunda División |
| ----------------------------- |
| Municipal Turrialba           |

## Clasificación

### Primera etapa
| Pos. | Equipo              | Pts. | PJ | G | E | P  | GF | GC | Dif. | Notas                      |
| ---- | ------------------- | ---- | -- | - | - | -- | -- | -- | ---- | -------------------------- |
| 1    | Deportivo México    | 19   | 14 | 8 | 3 | 3  | 22 | 16 | +6   | Clasifica a la ronda final |
| 2    | A. D. Ramonense     | 18   | 14 | 8 | 2 | 4  | 31 | 25 | +6   | Clasifica a la ronda final |
| 3    | C. S. Herediano     | 18   | 14 | 8 | 2 | 4  | 23 | 15 | +8   |                            |
| 4    | Deportivo Saprissa  | 17   | 14 | 6 | 5 | 3  | 23 | 17 | +6   |                            |
| 5    | L. D. Alajuelense   | 14   | 14 | 6 | 2 | 6  | 17 | 11 | +6   |                            |
| 6    | C. S. Cartaginés    | 13   | 14 | 5 | 3 | 6  | 20 | 15 | +5   |                            |
| 7    | A. D. Limonense     | 9    | 14 | 2 | 5 | 7  | 22 | 34 | −12  |                            |
| 8    | Municipal Turrialba | 4    | 14 | 1 | 2 | 11 | 15 | 40 | −25  |                            |

 Fuente: Diario de Costa Rica
Criterios de clasificación: Puntos · Diferencia de goles · Goles a favor

### Segunda etapa
| Pos. | Equipo              | Pts. | PJ | G | E | P | GF | GC | Dif. | Notas                      |
| ---- | ------------------- | ---- | -- | - | - | - | -- | -- | ---- | -------------------------- |
| 1    | Deportivo Saprissa  | 21   | 14 | 9 | 3 | 2 | 29 | 11 | +18  | Clasifica a la ronda final |
| 2    | C. S. Cartaginés    | 18   | 14 | 7 | 4 | 3 | 30 | 21 | +9   | Clasifica a la ronda final |
| 3    | L. D. Alajuelense   | 17   | 14 | 6 | 5 | 3 | 17 | 12 | +5   |                            |
| 4    | Deportivo México    | 14   | 14 | 6 | 2 | 6 | 19 | 22 | −3   |                            |
| 5    | A. D. Ramonense     | 12   | 14 | 4 | 4 | 6 | 17 | 25 | −8   |                            |
| 6    | A. D. Limonense     | 12   | 14 | 5 | 2 | 7 | 15 | 26 | −11  |                            |
| 7    | C. S. Herediano     | 9    | 14 | 3 | 3 | 8 | 20 | 20 | 0    |                            |
| 8    | Municipal Turrialba | 9    | 14 | 4 | 1 | 9 | 20 | 30 | −10  |                            |

 Fuente: Diario de Costa Rica
Criterios de clasificación: Puntos · Diferencia de goles · Goles a favor

### Clasificación general
| Pos. | Equipo              | Pts. | PJ | G  | E | P  | GF | GC | Dif. | Notas                 |
| ---- | ------------------- | ---- | -- | -- | - | -- | -- | -- | ---- | --------------------- |
| 1    | Deportivo Saprissa  | 38   | 28 | 15 | 8 | 5  | 52 | 28 | +24  |                       |
| 2    | Deportivo México    | 33   | 28 | 14 | 5 | 9  | 41 | 38 | +3   |                       |
| 3    | C. S. Cartaginés    | 31   | 28 | 12 | 7 | 9  | 50 | 36 | +14  |                       |
| 4    | A. D. Ramonense     | 30   | 28 | 12 | 6 | 10 | 48 | 50 | −2   |                       |
| 5    | L. D. Alajuelense   | 31   | 28 | 12 | 7 | 9  | 34 | 23 | +11  |                       |
| 6    | C. S. Herediano     | 27   | 28 | 11 | 5 | 12 | 43 | 35 | +8   |                       |
| 7    | A. D. Limonense     | 21   | 28 | 7  | 7 | 14 | 37 | 60 | −23  |                       |
| 8    | Municipal Turrialba | 13   | 28 | 5  | 3 | 20 | 35 | 70 | −35  | Descenso de categoría |

 Fuente: Diario de Costa Rica
Criterios de clasificación: Puntos · Diferencia de goles · Goles a favor

## Resultados
El calendario de los partidos se dio a conocer el 8 de marzo de 1973. Los horarios corresponden al tiempo de Costa Rica (UTC-6).
| Jornada 1   | Jornada 1 | Jornada 1  | Jornada 1        | Jornada 1   | Jornada 1 |
| Local       | Resultado | Visitante  | Estadio          | Fecha       | Hora      |
| ----------- | --------- | ---------- | ---------------- | ----------- | --------- |
| Turrialba   | 0 - 1     | Cartaginés | Rafael Camacho   | 18 de marzo | 11:00     |
| Herediano   | 2 - 0     | Limonense  | Rosabal Cordero  | 18 de marzo | 11:00     |
| Alajuelense | 0 - 1     | México     | Morera Soto      | 21 de marzo | 20:00     |
| Saprissa    | 1 - 3     | Ramonense  | Ricardo Saprissa | 4 de abril  | 20:00     |

| Jornada 2   | Jornada 2 | Jornada 2 | Jornada 2       | Jornada 2   | Jornada 2 |
| Local       | Resultado | Visitante | Estadio         | Fecha       | Hora      |
| ----------- | --------- | --------- | --------------- | ----------- | --------- |
| Herediano   | 1 - 1     | Saprissa  | Rosabal Cordero | 25 de marzo | 11:00     |
| Limonense   | 2 - 1     | Turrialba | Juan Gobán      | 25 de marzo | 11:00     |
| Cartaginés  | 1 - 2     | México    | Fello Meza      | 25 de marzo | 11:00     |
| Alajuelense | 1 - 2     | Ramonense | Morera Soto     | 28 de marzo | 20:00     |

| Jornada 3 | Jornada 3 | Jornada 3   | Jornada 3        | Jornada 3  | Jornada 3 |
| Local     | Resultado | Visitante   | Estadio          | Fecha      | Hora      |
| --------- | --------- | ----------- | ---------------- | ---------- | --------- |
| Saprissa  | 2 - 0     | Alajuelense | Ricardo Saprissa | 1 de abril | 11:00     |
| Ramonense | 2 - 1     | Cartaginés  | Guillermo Vargas | 1 de abril | 11:00     |
| Turrialba | 1 - 3     | Herediano   | Rafael Camacho   | 1 de abril | 11:00     |
| México    | 3 - 0     | Limonense   | Nacional         | 9 de mayo  | 20:00     |

| Jornada 4  | Jornada 4 | Jornada 4   | Jornada 4       | Jornada 4  | Jornada 4 |
| Local      | Resultado | Visitante   | Estadio         | Fecha      | Hora      |
| ---------- | --------- | ----------- | --------------- | ---------- | --------- |
| Turrialba  | 0 - 1     | Saprissa    | Rafael Camacho  | 8 de abril | 11:00     |
| Herediano  | 2 - 0     | México      | Rosabal Cordero | 8 de abril | 11:00     |
| Limonense  | 6 - 7     | Ramonense   | Juan Gobán      | 8 de abril | 11:00     |
| Cartaginés | 0 - 1     | Alajuelense | Fello Meza      | 8 de abril | 11:00     |

| Jornada 5   | Jornada 5 | Jornada 5  | Jornada 5        | Jornada 5   | Jornada 5 |
| Local       | Resultado | Visitante  | Estadio          | Fecha       | Hora      |
| ----------- | --------- | ---------- | ---------------- | ----------- | --------- |
| Alajuelense | 4 - 1     | Limonense  | Morera Soto      | 15 de abril | 11:00     |
| Saprissa    | 1 - 1     | Cartaginés | Ricardo Saprissa | 15 de abril | 11:00     |
| Ramonense   | 3 - 1     | Herediano  | Guillermo Vargas | 15 de abril | 11:00     |
| México      | 3 - 1     | Turrialba  | Nacional         | 22 de abril | 15:00     |

| Jornada 6 | Jornada 6 | Jornada 6   | Jornada 6       | Jornada 6   | Jornada 6 |
| Local     | Resultado | Visitante   | Estadio         | Fecha       | Hora      |
| --------- | --------- | ----------- | --------------- | ----------- | --------- |
| Turrialba | 3 - 1     | Ramonense   | Rafael Camacho  | 29 de abril | 11:00     |
| Herediano | 1 - 0     | Alajuelense | Rosabal Cordero | 29 de abril | 11:00     |
| Limonense | 1 - 1     | Cartaginés  | Juan Gobán      | 29 de abril | 11:00     |
| México    | 2 - 1     | Saprissa    | Nacional        | 1 de mayo   | 11:00     |

| Jornada 7   | Jornada 7 | Jornada 7 | Jornada 7        | Jornada 7   | Jornada 7 |
| Local       | Resultado | Visitante | Estadio          | Fecha       | Hora      |
| ----------- | --------- | --------- | ---------------- | ----------- | --------- |
| Ramonense   | 1 - 1     | México    | Guillermo Vargas | 18 de marzo | 11:00     |
| Alajuelense | 4 - 0     | Turrialba | Morera Soto      | 5 de mayo   | 20:00     |
| Saprissa    | 3 - 2     | Limonense | Ricardo Saprissa | 6 de mayo   | 11:00     |
| Cartaginés  | 2 - 1     | Herediano | Fello Meza       | 6 de mayo   | 11:00     |

| Jornada 8  | Jornada 8 | Jornada 8   | Jornada 8        | Jornada 8  | Jornada 8 |
| Local      | Resultado | Visitante   | Estadio          | Fecha      | Hora      |
| ---------- | --------- | ----------- | ---------------- | ---------- | --------- |
| Cartaginés | 4 - 0     | Turrialba   | Fello Meza       | 13 de mayo | 11:00     |
| México     | 1 - 0     | Alajuelense | Nacional         | 3 de junio | 11:00     |
| Limonense  | 3 - 3     | Herediano   | Juan Gobán       | 3 de junio | 11:00     |
| Ramonense  | 1 - 2     | Saprissa    | Guillermo Vargas | 1 de julio | 11:00     |

| Jornada 9 | Jornada 9 | Jornada 9   | Jornada 9        | Jornada 9  | Jornada 9 |
| Local     | Resultado | Visitante   | Estadio          | Fecha      | Hora      |
| --------- | --------- | ----------- | ---------------- | ---------- | --------- |
| Turrialba | 2 - 2     | Limonense   | Rafael Camacho   | 20 de mayo | 11:00     |
| México    | 2 - 1     | Cartaginés  | Nacional         | 20 de mayo | 11:00     |
| Ramonense | 2 - 1     | Alajuelense | Guillermo Vargas | 20 de mayo | 11:00     |
| Saprissa  | 1 - 0     | Herediano   | Ricardo Saprissa | 23 de mayo | 20:00     |

| Jornada 10  | Jornada 10 | Jornada 10 | Jornada 10      | Jornada 10  | Jornada 10 |
| Local       | Resultado  | Visitante  | Estadio         | Fecha       | Hora       |
| ----------- | ---------- | ---------- | --------------- | ----------- | ---------- |
| Cartaginés  | 5 - 1      | Ramonense  | Fello Meza      | 27 de mayo  | 11:00      |
| Herediano   | 4 - 1      | Turrialba  | Rosabal Cordero | 27 de mayo  | 11:00      |
| Limonense   | 2 - 1      | México     | Juan Gobán      | 1 de julio  | 11:00      |
| Alajuelense | 0 - 0      | Saprissa   | Nacional        | 15 de julio | 11:00      |

| Jornada 11  | Jornada 11 | Jornada 11 | Jornada 11       | Jornada 11  | Jornada 11 |
| Local       | Resultado  | Visitante  | Estadio          | Fecha       | Hora       |
| ----------- | ---------- | ---------- | ---------------- | ----------- | ---------- |
| Saprissa    | 7 - 3      | Turrialba  | Ricardo Saprissa | 7 de junio  | 20:00      |
| Ramonense   | 2 - 0      | Limonense  | Guillermo Vargas | 10 de junio | 11:00      |
| Alajuelense | 1 - 0      | Cartaginés | Morera Soto      | 10 de junio | 11:00      |
| México      | 1 - 3      | Herediano  | Nacional         | 24 de junio | 11:00      |

| Jornada 12 | Jornada 12 | Jornada 12  | Jornada 12      | Jornada 12  | Jornada 12 |
| Local      | Resultado  | Visitante   | Estadio         | Fecha       | Hora       |
| ---------- | ---------- | ----------- | --------------- | ----------- | ---------- |
| Limonense  | 1 - 3      | Alajuelense | Juan Gobán      | 27 de mayo  | 11:00      |
| Cartaginés | 2 - 1      | Saprissa    | Fello Meza      | 17 de junio | 11:00      |
| Herediano  | 1 - 0      | Ramonense   | Rosabal Cordero | 17 de junio | 11:00      |
| Turrialba  | 2 - 3      | México      | Morera Soto     | 17 de junio | 11:00      |

| Jornada 13  | Jornada 13 | Jornada 13 | Jornada 13       | Jornada 13  | Jornada 13 |
| Local       | Resultado  | Visitante  | Estadio          | Fecha       | Hora       |
| ----------- | ---------- | ---------- | ---------------- | ----------- | ---------- |
| Ramonense   | 5 - 1      | Turrialba  | Guillermo Vargas | 24 de junio | 11:00      |
| Cartaginés  | 1 - 1      | Limonense  | Fello Meza       | 24 de junio | 11:00      |
| Saprissa    | 1 - 1      | México     | Ricardo Saprissa | 8 de julio  | 11:00      |
| Alajuelense | 2 - 0      | Herediano  | Morera Soto      | 22 de julio | 11:00      |

| Jornada 14 | Jornada 14 | Jornada 14  | Jornada 14      | Jornada 14  | Jornada 14 |
| Local      | Resultado  | Visitante   | Estadio         | Fecha       | Hora       |
| ---------- | ---------- | ----------- | --------------- | ----------- | ---------- |
| México     | 1 - 1      | Ramonense   | Nacional        | 13 de mayo  | 11:00      |
| Herediano  | 1 - 0      | Cartaginés  | Rosabal Cordero | 1 de julio  | 11:00      |
| Turrialba  | 0 - 0      | Alajuelense | Rafael Camacho  | 8 de julio  | 11:00      |
| Limonense  | 1 - 1      | Saprissa    | Juan Gobán      | 22 de julio | 11:00      |

| Jornada 15  | Jornada 15 | Jornada 15 | Jornada 15       | Jornada 15   | Jornada 15 |
| Local       | Resultado  | Visitante  | Estadio          | Fecha        | Hora       |
| ----------- | ---------- | ---------- | ---------------- | ------------ | ---------- |
| Herediano   | 4 - 0      | Limonense  | Rosabal Cordero  | 29 de julio  | 11:00      |
| Turrialba   | 2 - 5      | Cartaginés | Rafael Camacho   | 29 de julio  | 11:00      |
| Saprissa    | 3 - 1      | Ramonense  | Ricardo Saprissa | 19 de agosto | 11:00      |
| Alajuelense | 4 - 0      | México     | Morera Soto      | 26 de agosto | 11:00      |

| Jornada 16  | Jornada 16 | Jornada 16 | Jornada 16      | Jornada 16   | Jornada 16 |
| Local       | Resultado  | Visitante  | Estadio         | Fecha        | Hora       |
| ----------- | ---------- | ---------- | --------------- | ------------ | ---------- |
| Cartaginés  | 2 - 4      | México     | Fello Meza      | 5 de agosto  | 11:00      |
| Alajuelense | 2 - 2      | Ramonense  | Morera Soto     | 5 de agosto  | 11:00      |
| Limonense   | 1 - 0      | Turrialba  | Juan Gobán      | 19 de agosto | 11:00      |
| Herediano   | 0 - 1      | Saprissa   | Rosabal Cordero | 3 de octubre | 20:00      |

| Jornada 17 | Jornada 17 | Jornada 17  | Jornada 17       | Jornada 17       | Jornada 17 |
| Local      | Resultado  | Visitante   | Estadio          | Fecha            | Hora       |
| ---------- | ---------- | ----------- | ---------------- | ---------------- | ---------- |
| Ramonense  | 0 - 0      | Cartaginés  | Guillermo Vargas | 12 de agosto     | 11:00      |
| México     | 2 - 0      | Limonense   | Nacional         | 12 de agosto     | 11:00      |
| Turrialba  | 3 - 2      | Herediano   | Rafael Camacho   | 26 de agosto     | 11:00      |
| Saprissa   | 1 - 0      | Alajuelense | Ricardo Saprissa | 16 de septiembre | 11:00      |

| Jornada 18 | Jornada 18 | Jornada 18  | Jornada 18      | Jornada 18       | Jornada 18 |
| Local      | Resultado  | Visitante   | Estadio         | Fecha            | Hora       |
| ---------- | ---------- | ----------- | --------------- | ---------------- | ---------- |
| Turrialba  | 2 - 1      | Saprissa    | Rafael Camacho  | 5 de agosto      | 11:00      |
| Cartaginés | 3 - 0      | Alajuelense | Fello Meza      | 19 de agosto     | 11:00      |
| Herediano  | 0 - 1      | México      | Rosabal Cordero | 5 de septiembre  | 20:00      |
| Limonense  | 3 - 0      | Ramonense   | Juan Gobán      | 16 de septiembre | 11:00      |

| Jornada 19  | Jornada 19 | Jornada 19 | Jornada 19  | Jornada 19       | Jornada 19 |
| Local       | Resultado  | Visitante  | Estadio     | Fecha            | Hora       |
| ----------- | ---------- | ---------- | ----------- | ---------------- | ---------- |
| Saprissa    | 2 - 2      | Cartaginés | Nacional    | 2 de septiembre  | 11:00      |
| México      | 2 - 1      | Turrialba  | Nacional    | 9 de septiembre  | 11:00      |
| Ramonense   | 2 - 4      | Herediano  | Morera Soto | 9 de septiembre  | 11:00      |
| Alajuelense | 2 - 0      | Limonense  | Nacional    | 23 de septiembre | 11:00      |

| Jornada 20 | Jornada 20 | Jornada 20  | Jornada 20     | Jornada 20       | Jornada 20 |
| Local      | Resultado  | Visitante   | Estadio        | Fecha            | Hora       |
| ---------- | ---------- | ----------- | -------------- | ---------------- | ---------- |
| Herediano  | 2 - 2      | Alajuelense | Nacional       | 15 de agosto     | 12:00      |
| Limonense  | 2 - 1      | Cartaginés  | Juan Gobán     | 9 de septiembre  | 11:00      |
| Turrialba  | 2 - 3      | Ramonense   | Rafael Camacho | 23 de septiembre | 11:00      |
| México     | 0 - 1      | Saprissa    | Nacional       | 30 de septiembre | 11:00      |

| Jornada 21  | Jornada 21 | Jornada 21 | Jornada 21       | Jornada 21       | Jornada 21 |
| Local       | Resultado  | Visitante  | Estadio          | Fecha            | Hora       |
| ----------- | ---------- | ---------- | ---------------- | ---------------- | ---------- |
| Ramonense   | 2 - 1      | México     | Guillermo Vargas | 29 de julio      | 11:00      |
| Saprissa    | 2 - 0      | Limonense  | Ricardo Saprissa | 26 de agosto     | 11:00      |
| Cartaginés  | 2 - 1      | Herediano  | Nacional         | 26 de septiembre | 11:00      |
| Alajuelense | 1 - 1      | Turrialba  | Morera Soto      | 30 de septiembre | 11:00      |

| Jornada 22 | Jornada 22 | Jornada 22  | Jornada 22       | Jornada 22     | Jornada 22 |
| Local      | Resultado  | Visitante   | Estadio          | Fecha          | Hora       |
| ---------- | ---------- | ----------- | ---------------- | -------------- | ---------- |
| Cartaginés | 2 - 0      | Turrialba   | Fello Meza       | 7 de octubre   | 11:00      |
| México     | 0 - 0      | Alajuelense | Nacional         | 28 de octubre  | 11:00      |
| Ramonense  | 2 - 1      | Saprissa    | Guillermo Vargas | 30 de octubre  | 11:00      |
| Limonense  | 1 - 0      | Herediano   | Juan Gobán       | 2 de diciembre | 11:00      |

| Jornada 23 | Jornada 23 | Jornada 23  | Jornada 23       | Jornada 23      | Jornada 23 |
| Local      | Resultado  | Visitante   | Estadio          | Fecha           | Hora       |
| ---------- | ---------- | ----------- | ---------------- | --------------- | ---------- |
| Turrialba  | 4 - 0      | Limonense   | Rafael Camacho   | 28 de octubre   | 11:00      |
| Ramonense  | 0 - 1      | Alajuelense | Nacional         | 14 de noviembre | 20:00      |
| Saprissa   | 3 - 1      | Herediano   | Ricardo Saprissa | 18 de noviembre | 11:00      |
| México     | 2 - 2      | Cartaginés  | Nacional         | 25 de noviembre | 11:00      |

| Jornada 24  | Jornada 24 | Jornada 24 | Jornada 24      | Jornada 24     | Jornada 24 |
| Local       | Resultado  | Visitante  | Estadio         | Fecha          | Hora       |
| ----------- | ---------- | ---------- | --------------- | -------------- | ---------- |
| Cartaginés  | 4 - 1      | Ramonense  | Fello Meza      | 21 de octubre  | 11:00      |
| Limonense   | 3 - 1      | México     | Juan Gobán      | 21 de octubre  | 11:00      |
| Alajuelense | 0 - 0      | Saprissa   | Nacional        | 21 de octubre  | 11:00      |
| Herediano   | 4 - 0      | Turrialba  | Rosabal Cordero | 4 de noviembre | 11:00      |

| Jornada 25  | Jornada 25 | Jornada 25 | Jornada 25       | Jornada 25      | Jornada 25 |
| Local       | Resultado  | Visitante  | Estadio          | Fecha           | Hora       |
| ----------- | ---------- | ---------- | ---------------- | --------------- | ---------- |
| México      | 2 - 0      | Herediano  | Nacional         | 7 de noviembre  | 20:00      |
| Saprissa    | 4 - 1      | Turrialba  | Ricardo Saprissa | 11 de noviembre | 11:00      |
| Ramonense   | 3 - 3      | Limonense  | Guillermo Vargas | 18 de noviembre | 11:00      |
| Alajuelense | 0 - 1      | Cartaginés | Morera Soto      | 2 de diciembre  | 11:00      |

| Jornada 26 | Jornada 26 | Jornada 26  | Jornada 26      | Jornada 26      | Jornada 26 |
| Local      | Resultado  | Visitante   | Estadio         | Fecha           | Hora       |
| ---------- | ---------- | ----------- | --------------- | --------------- | ---------- |
| Limonense  | 0 - 1      | Alajuelense | Juan Gobán      | 4 de noviembre  | 11:00      |
| Cartaginés | 0 - 5      | Saprissa    | Nacional        | 4 de noviembre  | 11:00      |
| Turrialba  | 3 - 2      | México      | Rafael Camacho  | 18 de noviembre | 11:00      |
| Herediano  | 0 - 0      | Ramonense   | Rosabal Cordero | 24 de noviembre | 20:00      |

| Jornada 27  | Jornada 27 | Jornada 27 | Jornada 27       | Jornada 27      | Jornada 27 |
| Local       | Resultado  | Visitante  | Estadio          | Fecha           | Hora       |
| ----------- | ---------- | ---------- | ---------------- | --------------- | ---------- |
| Cartaginés  | 5 - 1      | Limonense  | Fello Meza       | 11 de noviembre | 11:00      |
| Alajuelense | 2 - 1      | Herediano  | Morera Soto      | 11 de noviembre | 11:00      |
| Ramonense   | 1 - 0      | Turrialba  | Guillermo Vargas | 2 de diciembre  | 11:00      |
| Saprissa    | 4 - 1      | México     | Ricardo Saprissa | 2 de diciembre  | 11:00      |

| Jornada 28 | Jornada 28 | Jornada 28  | Jornada 28      | Jornada 28      | Jornada 28 |
| Local      | Resultado  | Visitante   | Estadio         | Fecha           | Hora       |
| ---------- | ---------- | ----------- | --------------- | --------------- | ---------- |
| México     | 1 - 0      | Ramonense   | Nacional        | 7 de octubre    | 11:00      |
| Herediano  | 1 - 1      | Cartaginés  | Rosabal Cordero | 28 de octubre   | 11:00      |
| Limonense  | 1 - 1      | Saprissa    | Juan Gobán      | 25 de noviembre | 11:00      |
| Turrialba  | 1 - 2      | Alajuelense | Rafael Camacho  | 25 de noviembre | 11:00      |

## Fase final

### Cuadrangular
| Pos. | Equipo                 | Pts. | PJ | G | E | P | GF | GC | Dif. | Notas |
| ---- | ---------------------- | ---- | -- | - | - | - | -- | -- | ---- | ----- |
| 1    | Deportivo Saprissa (C) | 5    | 3  | 2 | 1 | 0 | 7  | 2  | +5   |       |
| 2    | C. S. Cartaginés       | 4    | 3  | 2 | 0 | 1 | 8  | 5  | +3   |       |
| 3    | Deportivo México       | 2    | 3  | 0 | 2 | 1 | 2  | 4  | −2   |       |
| 4    | A. D. Ramonense        | 1    | 3  | 0 | 1 | 2 | 2  | 8  | −6   |       |

 Fuente: La República
Criterios de clasificación: Puntos · Diferencia de goles · Goles a favor
|                                        |
|                                        |
| Campeón Deportivo Saprissa 11.º título |

### Resultados
Los horarios corresponden al tiempo de Costa Rica (UTC-6).
| Jornada 1 | Jornada 1 | Jornada 1  | Jornada 1 | Jornada 1      | Jornada 1 |
| Local     | Resultado | Visitante  | Estadio   | Fecha          | Hora      |
| --------- | --------- | ---------- | --------- | -------------- | --------- |
| México    | 0 - 2     | Cartaginés | Nacional  | 9 de diciembre | 09:15     |
| Saprissa  | 2 - 0     | Ramonense  | Nacional  | 9 de diciembre | 11:15     |

| Jornada 2  | Jornada 2 | Jornada 2 | Jornada 2 | Jornada 2       | Jornada 2 |
| Local      | Resultado | Visitante | Estadio   | Fecha           | Hora      |
| ---------- | --------- | --------- | --------- | --------------- | --------- |
| Cartaginés | 5 - 1     | Ramonense | Nacional  | 12 de diciembre | 18:30     |
| Saprissa   | 1 - 1     | México    | Nacional  | 12 de diciembre | 20:30     |

| Jornada 3  | Jornada 3 | Jornada 3    | Jornada 3 | Jornada 3       | Jornada 3 |
| Local      | Resultado | Visitante    | Estadio   | Fecha           | Hora      |
| ---------- | --------- | ------------ | --------- | --------------- | --------- |
| México     | 1 - 1     | Ramonense    | Nacional  | 16 de diciembre | 09:00     |
| Cartaginés | 1 - 4     | Saprissa (C) | Nacional  | 16 de diciembre | 11:00     |

## Estadísticas

### Tabla de goleadores
Lista con los máximos anotadores de la temporada.
| Pos. | Jugador          | Equipo     | Goles |
| ---- | ---------------- | ---------- | ----- |
| 1.º  | Leonel Hernández | Cartaginés | 16    |
| 2.º  | Carlos Ovares    | México     | 13    |
| =    | Luis Aguilar     | Turrialba  | 13    |
| 4.º  | William Cruz     | Ramonense  | 12    |
| 5.º  | Carlos Solano    | Saprissa   | 11    |
| =    | Gerardo Solano   | Saprissa   | 11    |
| =    | Walford Vaunghs  | Cartaginés | 11    |
| =    | Jorge Di Palma   | Cartaginés | 11    |